# TEE L'Arbalète
Il treno TEE L'Arbalète, dal nome della balestra di Guglielmo Tell, fu istituito nel 1957 tra Zurigo e Parigi. L'Arbalète fu il primo servizio TEE.